# Karlsberg Brauerei
Karlsberg Holding GmbH (Karlsberg Brauerei) er en tysk bryggerikoncern med hovedkvarter i Homborg. Det primære aktiv i selskabet er Karlsberg Brauerei, der blev grundlagt af Christian Weber i Homburg i 1878. De har ølmærkerne Karlsberg, Zischke, Mixery, Trierer Löwenbräu og Becker’s.